# Берлінська конференція 1884—1885

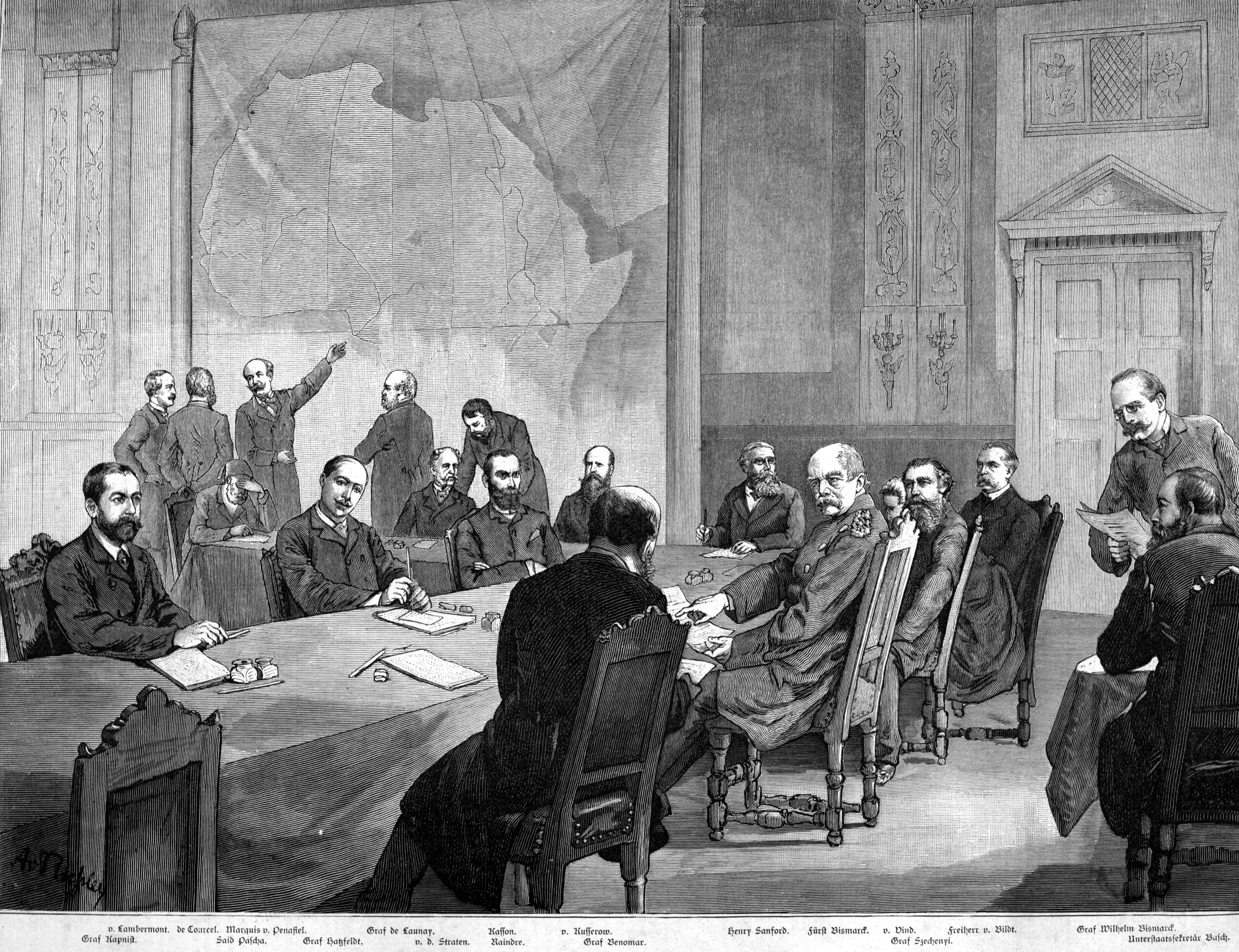
Берлінська конференція

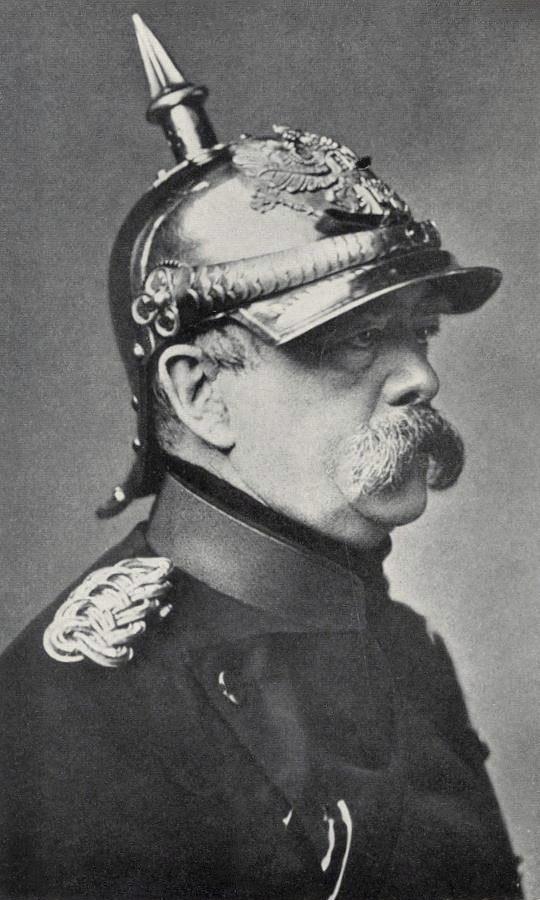
Отто фон Бісмарк, головуючий на засіданнях конференції

Берлінська конференція 1884—1885 років, також знана як Конгонська конференція (нім. Kongokonferenz, вимовляється [ˈkɔŋɡoˌkɔnfeˈʁɛnt͡s]) або Конференція Західної Африки (Westafrika-Konferenz, вимовляється [ˌvɛstˈʔaːfʁika ˌkɔnfeˈʁɛnt͡s]) регулювала європейську колонізацію та торгівлю в Африці в період нового імперіалізму і збіглася з раптовою появою Німеччини як імперської держави. Організатором конференції був Отто фон Бісмарк, перший канцлер Німеччини. Його підсумок, Загальний акт Берлінської конференції, можна розглядати як формалізацію Боротьби за Африку, але деякі дослідники історії застерігають від надмірного акцентування її ролі в колоніальному поділі Африки та звертають увагу на двосторонні угоди, укладені раніше та після конференції. Конференція сприяла започаткуванню періоду посилення колоніальної активності європейських держав, які ліквідували або зупинили більшість існуючих форм африканської автономії та самоврядування. З чотирнадцяти представлених країн п'ять із них — Австро-Угорщина, Данія, Нідерланди, Шведсько-норвезька унія та Сполучені Штати — повернулися додому без формального володіння в Африці.

## Передумова
Перед конференцією європейські дипломати зверталися до урядів Африки так само, як і в Західній півкулі, встановлюючи зв'язок з місцевими торговими мережами. На початку 1800-х років європейський попит на слонову кістку, яка тоді часто використовувалася у виробництві предметів розкоші, привела багатьох європейських купців на внутрішні ринки Африки. Європейські сфери влади та впливу були обмежені прибережною Африкою в цей час, оскільки до цього моменту європейці створювали лише торгові пости (захищені канонерськими човнами).
У 1876 році король Бельгії Леопольд II, який того ж року заснував і контролював Африканську міжнародну асоціацію, запросив Генрі Мортона Стенлі приєднатися до нього в дослідженні та «цивілізації» континенту. 1878 року також було створено Міжнародне суспільство Конго, яке переслідувало більше економічних цілей, але все ще тісно пов'язане з колишнім суспільством. Леопольд таємно відкупив іноземних інвесторів у Товариство Конго, яке було звернене до імперіалістичних цілей, а «Африканське суспільство» служило головним чином філантропічним фронтом.
З 1878 по 1885 рік Стенлі повернувся до Конго не як репортер, а як агент Леопольда з секретною місією організувати те, що стане відомим як Вільна держава Конго незабаром після закриття Берлінської конференції в серпні 1885 року. Французькі агенти виявили плани Леопольда, і у відповідь Франція відправила своїх дослідників до Африки. 1881 року французький морський офіцер П'єр де Бразза був відправлений до Центральної Африки, здійснив подорож до західного басейну Конго і підійняв французький прапор над нещодавно заснованим Браззавілем на території нинішньої Республіки Конго. Нарешті, Португалія, яка, по суті, відмовилася від колоніальної імперії в цьому районі, яка тривалий час утримувалася через здебільшого неіснуючого довіреного Королівства Конго, також претендувала на цю територію на основі старих договорів з Іспанією епохи Реставрації та Римо-католицькою церквою. 26 лютого 1884 року вона швидко уклала договір зі своїм колишнім союзником, Великою Британією, про блокування доступу Товариства Конго до Атлантики.
На початку 1880-х років багато факторів, включаючи дипломатичні успіхи, більше знань про місцеву європейську місцевість і потребу в таких ресурсах, як золото, деревина та каучук, спричинили різке збільшення участі Європи в африканському континенті. Зроблений Стенлі графік басейну річки Конго (1874—1877) видалив останню terra incognita з європейських карт континенту, окресливши території під контролем Британії, Португалії, Франції та Бельгії. Ці європейські країни кинулися анексувати територію, на яку могли претендувати суперники.
Франція вирішила захопити Туніс, одну з останніх держав Берберії, використовуючи заяву про ще один інцидент з піратством. Французькі претензії П'єра де Бразза були швидко задоволені французькими військовими, які взяли під контроль території нинішньої Республіки Конго в 1881 році та Гвінеї в 1884 році. Італія стала частиною Троїстого союзу, подія, яка засмутила ретельно розроблені плани Бісмарка і змусив Німеччину приєднатися до європейського вторгнення в Африку.
У 1882 році, усвідомлюючи геополітичні масштаби португальського контролю на узбережжях, але бачачи проникнення Франції на схід через Центральну Африку до Ефіопії, Нілу та Суецького каналу, Британія побачила, що її життєво важливий торговий шлях через Єгипет до Індії під загрозою. Під приводом краху єгипетського фінансування та наступного заколоту, під час якого сотні британських підданих були вбиті або поранені, Британія втрутилася в номінально османський Єгипет, який вона контролювала протягом десятиліть.

## Конференція
Європейська гонка за колоніалізм змусила Німеччину розпочати власні експедиції, що налякало як британських, так і французьких державних діячів. Сподіваючись швидко заспокоїти назрілий конфлікт, бельгійський король Леопольд II переконав Францію та Німеччину, що спільна торгівля в Африці відповідає інтересам усіх трьох країн. За підтримки британців та ініціативи Португалії Отто фон Бісмарк, канцлер Німеччини, закликав представників 13 країн Європи, а також Сполучених Штатів взяти участь у Берлінській конференції 1884 р. для вироблення спільної політики на африканському континенті.
Конференція була відкрита 15 листопада 1884 року і тривала до закриття 26 лютого 1885 року. Кількість повноважних представників у кожній країні була різною, але ці 14 країн направили своїх представників для участі в Берлінській конференції та підписання наступного Берлінського акту.
| Держава                                            | Колоніальна імперія                 | Уповноважені особи                                                   |
| -------------------------------------------------- | ----------------------------------- | -------------------------------------------------------------------- |
| Німецька імперія                                   | Німецька колоніальна імперія        | Отто фон Бісмарк Пауль фон Гацфельдт Клеменс Буш Генріх фон Куссеров |
| Австро-Угорщина                                    | Австро-Угорська колоніальна імперія | Емеріх Сечені фон Шарвар-Фельшевідек                                 |
| Бельгія                                            | Бельгійська колоніальна імперія     | Габріель Август ван дер Стратен-Понтоз Франсуа Огюст                 |
| Данія                                              | Данська колоніальна імперія         | Еміль Вінд                                                           |
| Іспанія                                            | Іспанська колоніальна імперія       | Франсиско Меррі у Коломі, 1-й граф Беномар                           |
| Сполучені Штати Америки                            | Американська колоніальна імперія    | Джон Адам Кассон Генрі Шелтон Сенфорд                                |
| Третя французька республіка                        | Французька колоніальна імперія      | Альфонс де Курсель                                                   |
| Сполучене Королівство Великої Британії та Ірландії | Британська колоніальна імперія      | Сер Едвард Болдуін Малет                                             |
| Королівство Італія                                 | Італійська колоніальна імперія      | Едоардо де Лоне                                                      |
| Нідерланди                                         | Нідерландська колоніальна імперія   | Філіп ван дер Ховен                                                  |
| Португальське королівство                          | Португальська колоніальна імперія   | Антоніо Хосе да Серра Гомеш Антоніо де Серпа Піментель               |
| Російська імперія                                  | Російський колоніалізм              | Капніст Петро                                                        |
| Шведсько-норвезька унія                            | Шведська колоніальна імперія        | Ґілліс Більдт                                                        |
| Османська імперія                                  | Османська імперія                   | Кючюк Мехмед Саїд-паша                                               |

Незвично, Сполучені Штати залишили за собою право відхилити або прийняти висновки конференції.

## Загальний акт
Загальний акт закріпив наступні пункти:
- Частково для того, щоб отримати схвалення громадськості, конференція вирішила покласти край рабству африканських та ісламських держав. Таким чином, європейські члени підписали міжнародну заборону работоргівлі в їхніх поважних сферах. У своїй повісті «Серце темряви» Джозеф Конрад саркастично назвав одного з учасників конференції, Міжнародну асоціацію Конго (також звану «Міжнародним суспільством Конго»), «Міжнародним товариством боротьби з дикими звичаями». Перша назва цього товариства була «Африканська міжнародна асоціація».
- Майно, яке займає Міжнародне суспільство Конго бельгійського короля Леопольда, назва, що використовується в Загальному акті, була підтверджена як приватна власність Товариства, а отже, і Леопольда. 1 серпня 1885 року, через кілька місяців після закриття Берлінської конференції, віце-адміністратор Леопольда в Конго Френсіс де Вінтон оголосив, що ця територія відтепер називається «Вільна держава Конго», назва, яка насправді була не використовується під час конференції і не фігурує в Загальному акті.
- 14 держав, що підписали, матимуть вільну торгівлю по всьому басейну Конго, а також на озері Малаві та на схід від нього в районі на південь від 5° пн. ш.
- Річки Нігер і Конго були звільнені для руху суден.
- Принцип ефективної окупації (оснований на «ефективній окупації», див. нижче) був запроваджений, щоб запобігти повноваженням створювати колонії лише за назвою.
- Про будь-який новий акт заволодіння будь-якою частиною африканського узбережжя держава, яка вступає у володіння або вступає під протекторат, має бути повідомлена іншим державам, що підписали.
- Визначення регіонів, у яких кожна європейська держава мала виключне право переслідувати законну власність на землю

Перше посилання в міжнародному акті на зобов'язання, пов'язані зі «сферами впливу», міститься в Берлінському акті.

## Порядок денний
- Португалія — Велика Британія: португальський уряд представив проєкт, знаний як «Рожева мапа», у якому колонії Анголи та Мозамбіку були об'єднані шляхом кооптації території, що втручалася (земля пізніше стали Замбія, Зімбабве та Малаві). Усі країни, які взяли участь у конференції, за винятком Великобританії, підтримали амбіції Португалії, і трохи більше ніж через п'ять років, у 1890 році, британський уряд висунув ультиматум, який вимагав від португальців вийти із спірної території.
- Франція — Британія: лінія, що проходить від Сей в Нігері до Маруа, на північно-східному узбережжі озера Чад, визначала, яка частина кому належить. Франція мала б володіти територією на північ від лінії, а Британія — на південь від неї. Басейн Нілу буде британським, а французи займуть басейн озера Чад. Крім того, між 11° і 15° пн. ш. кордон проходив між Вадай, який буде французьким, і Дарфуром у Судані, який буде британським. Насправді між 21-м і 23-м меридіанами на схід було створено нічийну землю завширшки 200 км.
- Франція — Німеччина: територія на північ від лінії, утвореної перетином 14-го меридіана на схід і Мільту, була визначена як французька, а область на південь буде німецькою, пізніше названа Німецький Камерун.
- Британія — Німеччина: розділення відбулося у вигляді лінії, що проходить через Йолу, на Бенуе, Дікоа, що піднімається до околиці озера Чад.
- Франція — Італія: Італія мала володіти тим, що лежить на північ від лінії від перетину тропіка Рака та 17-го меридіана на схід до перетину 15-ї паралелі на північ та 21-го меридіана на схід.

## Наслідки

Європейські претензії в Африці, 1913 р. Показані сьогоднішні кордони, які значною мірою є спадщиною колоніальної ери
Бельгія
Німеччина
Іспанія
Франція
Велика Британія
Італія
Португалія
Незалежні

Конференція дала можливість направляти приховані європейські ворожі дії один на одного назовні; забезпечити нові сфери допомоги європейським державам у розширенні в умовах зростання інтересів Америки, Росії та Японії; і сформувати конструктивний діалог для обмеження майбутніх бойових дій. В Африці колоніалізм був запроваджений майже на всьому континенті. Коли незалежність Африки була відновлена після Другої світової війни, вона була у формі роздроблених держав.
Колоніальний розподіл Африки прискорився після Конференції, оскільки навіть у зонах, визначених сферою їхнього впливу, європейські держави мали ефективно володіти принципом ефективності. Зокрема, до Центральної Африки вирушали експедиції, щоб змусити традиційних правителів підписати договори, застосовуючи, якщо необхідно, силу, як у випадку з Мсірі, королем Катанги, у 1891 році. Сахара була захоплена французами під час кількох війн до початку Першої світової війни. Британці просунулися з Південної Африки і вниз від Єгипту і завоювали такі держави, як Махдістська держава і Султанат Занзібар, і, вже перемігши Королівство Зулу, в Південній Африці в 1879 р., пішов на підкорення і розгром незалежних бурських республік Трансвааль і Оранжевої Республіки.
За кілька років Африка була принаймні номінально розділена на південь від Сахари. До 1895 року єдиними незалежними державами були:
- Марокко, брав участь у колоніальних конфліктах з Іспанією та Францією, які підкорили націю у XX столітті.
- Ліберія, заснований за підтримки Сполучених Штатів для повернення звільнених рабів до Африки.
- Ефіопська імперія, єдина вільна рідна держава, яка відбивалася від італійського вторгнення з Еритреї під час Першої італо-ефіопської війни 1889—1896 років, але зазнала поразки в 1936 році під час Другої італо-ефіопської війни.
- Маджиртин (султанат), оснований на початку XVIII століття, він був анексований Італією в XX  столітті.
- Султанат Гобйо, вирізаний з колишнього султанату Маджіртін, який правив північною частиною Сомалі до XX століття, коли вона була завойована Італією.

Наступні держави втратили незалежність від Британської імперії приблизно через десять років (дивіться нижче для отримання додаткової інформації):
- Оранжева Республіка, Бурська республіка, заснована голландськими поселенцями
- Республіка Трансвааль, також бурська республіка

До 1902 року 90 % всієї землі, що становить Африку, було під контролем Європи. Більша частина Сахари була французькою, але після придушення повстання Махді та припинення кризи Фашода Судан залишався під спільним британсько-єгипетським правлінням, а Єгипет перебував під британською окупацією, перш ніж став британським протекторатом у 1914 році.[24] ]
Бурські республіки були завойовані британцями під час Другої англо-бурської війни з 1899 по 1902 рр. Лівія була завойована Італією в 1911 р., а Марокко було поділено між французами та іспанцями в 1912 р.

## Історичний аналіз
Історики вже давно відзначають Берлінську конференцію як формалізацію колоніального розподілу Африки, але нещодавно вчені поставили під сумнів юридичний та економічний вплив конференції.
Деякі стверджували, що конференція центральна для імперіалізму. Афроамериканський історик Вільям Едуард Беркхардт Дюбойс писав у 1948 році, що поряд з трансатлантичною работоргівлею великим світовим рухом сучасності є «поділ Африки після франко-прусської війни, який на Берлінській конференції 1884 року привів до колоніального імперіалізму квітка» і що «основною реальністю імперіалізму в Африці сьогодні є економічна», продовжуючи викладати про видобуток багатства з континенту.
Інші історики зосереджуються на правових наслідках міжнародного права і стверджують, що конференція була лише однією з багатьох (переважно двосторонніх) угод між потенційними колоністами, які відбулися після конференції.